# Reálpolitika
Reálpolitika (z německého Realpolitik) je zahraniční politika založená na mocenském kalkulu a národních zájmech. Pojem zavedl německý politický myslitel Ludwig von Rochau v knize Grundsätze der Realpolitik angewendet auf die staatlichen Zustände Deutschlands z roku 1853. Bývá spojován především s politikou evropských velmocí druhé poloviny 19. století, zejména s postupem německého kancléře Bismarcka. Po teoretické stránce se reálpolitiku snaží zdůvodnit politologický směr zvaný realismus.